# Timoci Tavanavanua
Ratu Timoci Tavanavanua, né en 1847 et mort en 1888, est un chef fidjien, membre du premier gouvernement national qu'ait connu le pays.

## Biographie
Il est le 6e enfant et le 2e fils de Ratu Seru Epenisa Cakobau, grand chef de l'île de Bau. Les missionnaires chrétiens sont actifs aux Fidji au moment de sa naissance, et son père accepte qu'il soit scolarisé dans une école missionnaire, avant de se convertir lui-même en 1854. « Timoci » est le prénom chrétien de l'enfant (Timothy). Epenisa Cakobau se proclame premier roi des Fidji en 1867, et parvient à unifier l'archipel fidjien sous son autorité (fragile) au début des années 1870. En 1871, il établit un gouvernement sur le modèle occidental, avec pour Premier ministre un immigré australien, Sydney Burt. Timoci Tavanavanua est nommé ministre de la Guerre et de la Police, son oncle Ratu Savenaca Naulivou étant ministre des Affaires indigènes. 
Cette expérience d'un gouvernement national indépendant est toutefois de courte durée. L'autorité du roi fidjien est contestée par une partie de la communauté européenne de l'archipel, et pour s'en prémunir, Cakobau demande et obtient en 1874 que son pays devienne une colonie de l'Empire britannique, en échange de la garantie des droits et des intérêts des chefs coutumiers sous le régime colonial. En janvier 1875, Timoci Tavanavanua et son frère aîné Epeli Nailatikau contractent la rougeole lors d'une visite d'État à Sydney à l'invitation du gouverneur de Nouvelle-Galles du Sud, Hercules Robinson. Les deux frères survivent à la maladie, mais l'introduisent malgré eux aux Fidji à leur retour, provoquant le premier stade d'une épidémie dévastatrice.
Sa fille Adi Litia Cakobau sera la maîtresse du roi George Tupou II des Tonga, et la mère de Ratu Sir Edward Cakobau, brièvement vice-Premier ministre des Fidji de 1972 jusqu'à sa mort l'année suivante. Le deuxième fils de ce dernier, Ratu Epeli Nailatikau, arrière-petit-fils donc de Timoci Tavanavanua, sera président de la République des Fidji de 2009 à 2015,.